# Лав III Исавријанац
Лав III Исавријанац (грч.: Λέων Γ' ο Ίσαυρος) (685—741) је био византијски цар од 717. до 741. Успео је да одбрани царство од арапских инвазија и започео је политику иконоборства. Његова владавина означава крај периода нестабилности у погледу сталних преврата на престолу који су потресали Византију од 695. године. Са друге стране, промовисањем иконоборства, Лав је изазвао нову и дугорочну кризу унутар Византије која је завршена тек 843. године са победом иконофила. Сем што је одбранио Цариград од арапске опсаде 717-718, Лав је понајбоље остао упамћен и као оснивач Исавријанске или Сиријске династије која је владала царством до 802. године.

## Детињство и младост
Рођен је под именом Конон у Германикеји (Мараш) у сиријској провинцији Комагени. Његово оригинално име је било Конон (грч. Κόνων; лат. Conon или Cononus). Лав је вероватно био јакобитски хришћанин, али би прешао на халкидонску веру када се придружио византијској хијерархији. Лав је течно говорио арапски, вероватно као матерњи језик, а Теофан га је описао као особу „сараценског ума“.
Његово породица се касније преселила у Тракију, где се придружио војсци цара Јустинијана II, када је овај напредовао према Константинопољу са 15.000 коњаника, које му је 705. ставио на располагање бугарски хан Тервел. Тервел је био богато награђен и добио је највећу титулу после царске, титулу цезара. Након победе Јустинијана II Лав Исавријанац је био у дипломатској мисији у Лазики (данас део Грузије), где је организовао савез против Омејидског халифата. Према Хроници Теофана, Јустинијан је желео да се отараси Конона и узео је назад новац који му је дат да помогне унапређењу византијских интереса, остављајући Конона на цедилу у Аланији. Хроника описује мисију као успешну и Конон се на крају вратио Јустинијану након што је у мају прешао кавкаске планине са крпљама и на путу заузео тврђаву Сидерон (повезану са Цебелдом).
Цар Анастасије II поставио га је као стратега теме Анатоликон. Касније је Лав сковао заверу са стратегом теме Јерменијаникон Артаваздом да свргну новог цара Теодосија III. Око двадесет година (695. до 716.) Византија је променила седам царева. То је било раздобље метежа.

## Опсада Цариграда
Лав Исавријанац је 25. марта 717. ушао са војском у Цариград и прислио је цара Теодосија III да абдицира. Лав Исавријанац је тада постао цар као Лав III. Те исте године када се домогао трона Арапи су започели опсаду Цариграда у августу 717. Арапи су искористили период грађанског рата у Византији па су послали 80.000 војника и велику флоту на Цариград. Арапе је предводио војсковођа Маслама, рођак халифа Сулајман ибн Абд ал Малик.
Пажљивим припремама и тврдоглавом одбраном Лав је изморио нападаче. Значајан фактор који је допринео победи Византију је била грчка ватра. Осим тога и бугарска појачања су стигла на време. У то доба Лав је био у савезништву са Бугарима, али хроничар Теофан Исповедник, аутор са почетка 9. века који је најзначајнији извор, није био сигуран да ли је то било под Тервелом или његовим наследником Кормесијем. Арапи нису могли да наставе опсаду, јер нису имали успеха ни пре бугарских напада. Опсаду су прекинули августа 718. након пуних 12 месеци. Током опсаде је халиф Сулајман је преминуо и наследио га је Омар II који није желео да обнови опсаду.

## Администрација
Пошто је очувао царство цар Лав Исавријанац се посветио реформисању дотрајале државне администрације. Године анархије су учиниле своје и админстрацију је потонула у дизорганизацију. Током 718. угушио је побуну на Сицилији, а 719. угушио је побуну свргнутога цара Анастасија II. Границе царства осигурава позивајући Словене да населе опустеле области царства. Осим тога реформисао је и ојачао војску, тако да је следеће арапске инвазије лако одбио. Арапске походе 726. и 739. предводио је Хишам ибн Абд ал Малик. Међутим Арапи су били тешко поражени, посебно код Акроинону 740. Склопио је и савезништва са Хазарима и Грузијцима.
Изменио је систем опорезивања тако што је укинуо праксу плаћања пореза унапред који се ослањао на пребогате закупце пореза. Зависни сељаци су уздигнути на ниво слободних закупника ситних земљишних поседа. Такође, Лав је реформисао поморско и породично право. Те мере је објавио 740. у законику познатом као Еклога. Део племства и високи кругови унутар цркве су се опирали тим мерама. Спровео је и мању реорганизацију тема, тако да је у региону Егејског мора створио нове теме.

## Иконоборство
Започео је и серију законодавних реформи о религиозним питањима, посебно о иконоборству. Најпре је наводно успео 722. да једним декретом присили Јевреје и монтанисте да се покрсте. После тога издаје серију едиката против поштовања икона (726—729), слика и других представа са представама Христа, Богородице и других светаца и библијских личности. Као необразован ратник, Лав је поштовање икона сматрао за кршење Божије заповести против идолопоклонства. Због тога је Лав Исавријанац добио подршку двора и дела цркве. Међутим већина теолога и сви монаси су се томе супротстављали. У западним деловима царства људи једноставно нису хтели да поштују ту нову уредбу. Избила је побуна у Грчкој, управо због увођења иконоборачке политике, али је царска флота је 727. угушила побуну. Цариградски патријарх Герман I је дао оставку на место патријарха, јер није хтео да потпише царски декрет. Цар Лав III га је заменио патријархом Анастасијем, који је био царев истомишљеник. На тај начин је угушио опозицију у самој византијској престоници Цариграду.

## Сукоб са папама
Папе Гргур II и Гргур III нису се обазирали на цареву заповест о иконама. Они су на концилу у Риму 730. и 732. осудили иконоборце и цареву политику. Пошто су папе стале на страну царевих противника, Лав је 732. одлучио да од папске јурисдикције изузме Сицилију, јужну Италију и читаво западно подручје Балкана (некадашњи Илирик) са Солуном, дотадашњом резиденцијом папског викара. Цар је то подручје ставио под контролу цариградског патријарха чиме је отпочео још један црквени раскол између Рима и Константинопоља.
Побуна у Равенском егзархату је избила још 727. Цар је послао снажну флоту која је пострадала у олуји, тако да је Равенски егзархат практично постао независан од царских власти у Константинопољу. У јужној Италији поданици су одбијали да следе царске верске едикте.
Одлука о стављању Илирика под јурисдикцију цариградског патријарха имала је велики дугодосежан значај. Романски утицаји су до 7. века били веома јаки у тим подручјима. До те одлуке цара Лава западни утицај је био јак чак и у Солуну и Коринту, јер су те области биле под јурисдикцијом римског папе. После те одлуке утицај Рима се задржава само уз приморје, а Јужни Словени долазе једним делом под јурисдикцију папе, а једним делом под јурисдикцију цариградског патријарха.